# ライアン・クワンテン
ライアン・クワンテン（Ryan Kwanten、1976年11月28日 - ）は、オーストラリアの男優。
テレビドラマ『トゥルーブラッド』のジェイソン・スタックハウス役で最もよく知られている。

## 経歴
1976年11月28日、シドニーに生まれる。
2007年のジェームズ・ワン監督の映画『デッド・サイレンス』に出演する。
2010年のパトリック・ヒューズ監督・脚本の映画『レッド・ヒル』で主演を務める。

## フィルモグラフィー

### 映画
- マイ・フレンド・フリッカ（2006年）
- デッド・サイレンス（2007年）
- レッド・ヒル（2010年）
- ガフールの伝説（2010年）
- ハイネケン誘拐の代償（2015年）
- トランス・シューター （2015年）
- ワイルド・ストーム （2018年）
- 2067（2020年）

### テレビ
- トゥルー・コーリング（2004年)
- トゥルーブラッド（2008年 - 2014年）